# Callia ambigua
Callia ambigua là một loài bọ cánh cứng trong họ Cerambycidae.